# Albert B. Rossdale

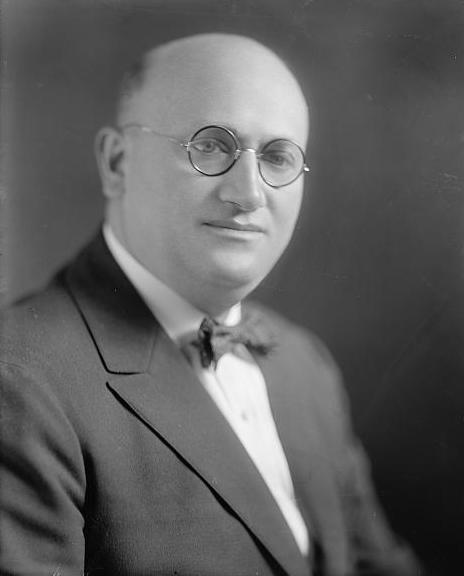
Albert B. Rossdale

Albert Berger Rossdale (* 23. Oktober 1878 in New York City; † 17. April 1968 in Eastchester, New York) war ein US-amerikanischer Politiker. Zwischen 1921 und 1923 vertrat er den Bundesstaat New York im US-Repräsentantenhaus.

## Werdegang
Albert Berger Rossdale besuchte öffentliche Schulen. Zwischen 1900 und 1910 arbeitete er als Clerk für das New York Postamt. Während dieser Zeit war er 1906 und 1907 Präsident der New York Federation of Post Office Clerks und 1908 und 1909 Vizepräsident der Nationalorganisation. 1910 ging er dem Großhandel von Schmuck nach. Politisch gehörte er der Republikanischen Partei an.
Bei den Kongresswahlen des Jahres 1920 für den 67. Kongress wurde Rossdale im 23. Wahlbezirk von New York in das US-Repräsentantenhaus in Washington, D.C. gewählt, wo er am 4. März 1921 die Nachfolge von Richard F. McKiniry antrat. Er erlitt 1922 bei seiner Wiederwahlkandidatur eine Niederlage und schied dann nach dem 3. März 1923 aus dem Kongress aus. Bei den Kongresswahlen des Jahres 1924 für den 69. Kongress erlitt er eine weitere Niederlage.
Rossdale nahm 1922 und 1924 als Delegierter an den Republican State Conventions teil und 1924 an der Republican National Convention. Ferner ging er wieder dem Großhandel von Schmuck nach. 1939 zog er nach Sandy Hook (Connecticut) und von dort 1946 nach Bronxville (New York). Er verstarb am 17. April 1968 in Eastchester im Westchester County und wurde dann auf dem Maimonides Cemetery in Elmont beigesetzt.